# Unsere kleinen Damen und Herren
Unsere kleinen Damen und Herren ist eine britische Kinderbuchserie von Roger Hargreaves. Die deutsche Fassung erschien beim Paladin-Verlag in Gräfelfing bei München. In Fantasiewelten leben smileyartige Wesen, bei denen jeweils ein Temperament, Charakter- oder Körpermerkmal besonders ausgeprägt ist. Ihr Merkmal tragen die Figuren im Namen. Seit September 2010 erscheint die Mister-Men-und-Little-Miss-Reihe in Originalformat, Originalausstattung und Neuübersetzung von Nele Maar und Lisa Buchner im Susanna Rieder Verlag in München.
In den Geschichten geht es um die gesellschaftlichen Konflikte und persönlichen Probleme, die sich aus der jeweiligen Eigenschaft ergeben.

## Bücher
- Unser Herr Angsthase. Paladin, Gräfelfing 1984 (Originaltitel: Mister Jelly), ISBN 3-88727-018-5 (36 Seiten).
  - Mister Schlotter (= Mr. Men, little miss; Rieder-Bilderbücher). Rieder, München 2010 (übersetzt von Nele Maar und Lisa Buchner), ISBN 978-3-941172-16-6 (32 Seiten).
- Unsere Dora Däumling. Paladin, Gräfelfing 1983 (Originaltitel: Little Miss Tiny), ISBN 3-88727-047-9 (32 Seiten).
- Unser Herr Durcheinander. Paladin, Gräfelfing 1984 (Originaltitel: Mister Dizzy), ISBN 3-88727-021-5 (36 Seiten).
- Unser Herr Dussel. (1983, orig: Mister Muddle, ISBN 3-88727-017-7, 36 Seiten)
- Unsere Emma Eigensinn (1983, 32 Seiten, ISBN 3-88727-046-0, orig: Little Miss Bossy)
- Unsere Eva Ehrgeiz (1986, 32 Seiten, ISBN 3-88727-055-X, orig: Little Miss Star)
- Unser Herr Eilig (1987, 36 Seiten, ISBN 3-88727-066-5, orig: Mister Rush)
- Unser Herr Falsch (1989, 36 Seiten, ISBN 3-88727-075-4, orig: Mister Wrong)
- Unser Herr Faulpelz (1983, 34 Seiten, ISBN 3-88727-016-9, orig: Mister Lazy)
- Unsere Frieda Frech (1984, 32 Seiten, ISBN 3-88727-051-7, orig. Little Miss Trouble)
- Unser Herr Frostig (1988, 36 Seiten, ISBN 3-88727-069-X, orig: Mister Snow)
- Unser Herr Geizig (1984, 36 Seiten, ISBN 3-88727-020-7, orig: Mister Mean)
- Unsere Gerda Gegenteil (1986, 36 Seiten, orig: Little Miss Contrary, 1984)
- Unser Herr Glücklich (1982, 36 Seiten, ISBN 3-88727-004-5, orig: Mister Happy)
  - Mister Glücklich (Susanna Rieder Verlag; 32 Seiten, ISBN 978-3-941172-13-5)
- Unser Herr Griesgram (1990, 36 Seiten, ISBN 3-88727-078-9, orig: Mister Grumpy)
- Unser Herr Hatschi (1982, 36 Seiten, orig: Mister Sneeze)
- Unsere Hille Hilfsbereit (1983, 32 Seiten, orig: Little Miss Helpful)
- Unser Herr Hochnase (1981, 36 Seiten, ISBN 3-88727-001-0, orig: Mister Uppity)
- Unsere Hollie Hokuspokus 1984 (Originaltitel: Little Miss Magic), ISBN 3-88727-050-9 (32 Seiten).
  - Miss Hokuspokus, Rieder, München 2010,  ISBN 978-3-941172-17-3 (32 Seiten).
- Unser Herr Hupf (1984, 36 Seiten, orig: Mister Bounce)
- Unsere Inge Immerfroh (1985, 32 Seiten, orig: Little Miss Giggles)
- Unser Herr Killekille (1982, 36 Seiten, orig: Mister Tickle)
- Unser Herr Komisch (1981, 36 Seiten, orig: Mister Silly)
- Unser Herr Kuddelmuddel (1981, 36 Seiten, orig: Mister Topsy-Turvy)
  - Mister Umgekehrt, Susanna Rieder, München 2010, ISBN 978-3-941172-15-9 (32 Seiten)
- Unser Herr Langsam (1988, 36 Seiten, orig: Mister Slow)
- Unser Herr Laut (1987, 36 Seiten, ISBN 3-88727-063-0, orig: Mister Noisy)
- Unser Herr Leise (1987, 36 Seiten, ISBN 3-88727-067-3, orig: Mister Quiet)
- Unser Herr Lustig (1982, 36 Seiten, orig: Mister Funny)
- Unser Herr Neugierig (1982, 36 Seiten, ISBN 3-88727-005-3, orig: Mister Nosey)
- Unser Herr Nimmersatt (1982, 36 Seiten, orig: Mister Greedy)
- Unser Herr Ordentlich (1982, 36 Seiten, orig: Mister Fussy)
- Unsere Polly Plaudertasche (1985, 32 Seiten, orig: Little Miss Chatterbox)
- Unsere Paula Prächtig (1983, 32 Seiten, ISBN 3-88727-048-7, orig: Little Miss Splendid)
  - Miss Glanz, Susanna Rieder, München 2010, ISBN 978-3-941172-18-0 (32 Seiten),
- Unser Herr Quassel (1987, 36 Seiten, orig: Mister Chatterbox)
- Unser Herr Riesig (1986, 36 Seiten, orig: Mister Tall)
- Unsere Rosi Rundlich (1983, 32 Seiten, ISBN 3-88727-045-2, orig: Little Miss Plump)
- Unsere Sofie Säuberlich (1983, 32 Seiten, orig: Little Miss Neat)
- Unser Herr Schlampig (1981, 36 Seiten, orig: Mister Messy)
- Unser Herr Schlaumeier (1987, 36 Seiten, ISBN 3-88727-068-1, orig: Mister Clever)
- Unser Herr Schnell (1990, 36 Seiten, ISBN 3-88727-077-0, orig: Mister Busy)
- Unsere Susi Schüchtern (1983, 32 Seiten, ISBN 3-88727-042-8, orig: Little Miss Shy)
- Unser Herr Schussel (1982, 36 Seiten, orig: Mister Bump)
- Unsere Sonja Sonnenschein (1983, 32 Seiten, ISBN 3-88727-040-1, orig: Little Miss Sunshine)
- Unsere Sissi Sorgenfrei (1986, 32 Seiten orig: Little Miss Lucky)
- Unser Herr Sorgenvoll (1988, 36 Seiten, ISBN 3-88727-072-X, orig: Mister Worry)
- Unser Herr Stark(1986, 36 Seiten, orig: Mister Strong)
- Unser Herr Tolpatsch 1989 (Originaltitel: Mister Clumsy), ISBN 3-88727-076-2 (36 Seiten).
- Unser Herr Träumerisch (1982, 36 Seiten, orig: Mister Daydream)
- Unsere Ute Unentschieden (1985, 32 Seiten, ISBN 3-88727-054-1, orig: Little Miss Fickle)
- Unsere Ulla Ungezogen (1986, 32 Seiten orig: Little Miss Naughty)
- Unser Herr Unmöglich (1982, 36 Seiten, orig: Mister Impossible)
- Unsere Uschi Unpünktlich (1983, 32 Seiten, orig: Little Miss Late)
- Unser Herr Vergesslich (1982, 36 Seiten, orig: Mister Forgetful)
- Unser Herr Winzig (1982, 36 Seiten, orig: Mister Small)
- Unsere Wendi Wirrwarr (1983, 32 Seiten, orig: Little Miss Scatterbrain)
- Unsere Winnie Wunderlich (1988, 32 Seiten, orig: Little Miss Dotty)
- Unsere kleinen Zwillingsdamen (1987, 32 Seiten, orig: Little Miss Twins)

### Außerdem erschienen
- Unsere Hille Hilfsbereit gibt eine Party (1984, 12 Seiten, orig: Little Miss Helpful plans a pop-up party)
- Unsere Sonja Sonnenschein spielt bei Regen (1984, 12 Seiten, orig: Little Miss Sunshine's rainy day pop-up fun)
- Unser Herr Lustig macht einen Film (1984, 12 Seiten, orig: Mister Funny and the pop-up T.V. show)
- Unser Herr Glücklich geht zum Essen (1984, 12 Seiten, orig: Mister Happy goes to a pop-up dinner)
- Unser Herr Glücklich und seine Freunde. Die lustigen Geschichten von Inge Immerfroh, Herrn Killekille, Polly Plaudertasche und vielen anderen kleinen Damen und Herren (1986, 216 Seiten, ISBN 3-88727-058-4)
- Neues von unserem Herrn Glücklich und seinen Freunden. Lustige Geschichten von Rosi Rundlich, Herrn Komisch, Susi Schüchtern und vielen anderen kleinen Damen und Herren (1990, 144 Seiten, ISBN 3-505-04322-2)